# Glyphomitrium acuminatum
Glyphomitrium acuminatum är en bladmossart som beskrevs av Brotherus 1929. Glyphomitrium acuminatum ingår i släktet skärgårdsmossor, och familjen Ptychomitriaceae. Inga underarter finns listade i Catalogue of Life.